# كأس فنلندا 2012
كأس فنلندا 2012 (بالفنلندية: Jalkapallon Suomen Cup 2012)‏ هو الموسم 58 من كأس فنلندا. أقيم خلال الفترة 6 يناير 2012 وحتى 29 سبتمبر 2012، وأشرف على تنظيمه اتحاد فنلندا لكرة القدم، وكان عدد الأندية المشاركة فيه 198، وفاز فيه هونكا.